# Лазо Каровски
Блаже Миневски (на македонска литературна норма: Лазо Каровски) е поет, писател, фолклорист и литературен историк от Република Македония.

## Биография
Роден е в тиквешкото градче Кавадарци на 17 февруари 1927 година. Завършва Философския факултет на Скопския университет, където защитава и докторат на тема „Македонските печалбарски песни“. Работи като научен сътрудник в Института за фолклор „Марко Цепенков“ в Скопие. По-късно живее дълги години в Битоля, където преподава в Учителското училище и в Педагогическата академия. Оказва голямо влияние върху развитието на книжовността в града. Каровски е сред основателите на литературното списание „Развиток“ и пръв председател на редакцията му. Също така е сред основателите на Литературния клуб „Стале Попов“. В 1950 година става член на Дружеството на писателите на Македония.
Като писател Каровски е традиционалист, изразен представител на народния реализъм с фолклорни и исторически елементи. Носител е на многобройни награди.
Умира в 2000 година в Скопие.